# Les Sortilèges de Krynn
Les Sortilèges de Krynn est un roman de fantasy publié en avril 1987. C'est un recueil de petites histoires écrit par différents auteurs à propos de plusieurs personnages qui font partie des différents modules de jeu de Lancedragon. Ce roman est le premier de la trilogie des Contes. Il a fait partie du classement des bestsellers du New York Times aux mois de mai et juin 1987.

## Plot introduction
Le livre est une compilation de neuf petites histoires (dix dans la version anglaise du livre) de différents auteurs, et qui se déroule dans le monde imaginaire Krynn  :
1. Rivebise et le bâton de cristal par Michael Williams. Cette histoire est un poème narratif qui décrit la recherche du Bâton de Cristal Bleu par Rivebise.
2. Le Monstre de la mer de sang par Barbara Siegel et Scott Siegel. Ce conte écrit à la première personne par un elfe nommé Duder Basillart, qui au printemps 352 AC, vit dans un petit village de pêcheur sur la côte de la Mer de Sang d'Istar. Alors qu'il s'enfuit du boulanger nommé Thick-Neck Nick qu'il vient de voler d'un pain, Duder rencontre un vieux pêcheur, Six-Finger Fiske, qui le recrute pour attraper le légendaire Monstre de la Mer de Sang.
3. A un jet de pierre par Roger E. Moore. Cette aventure du Kender, Tasslehoff Racle-Pieds, qui utilise un anneau de téléportation qu'il a trouvé lors d'un meurtre commis à Solace, se déroule dans la citadelle d'un magicien humain malfaisant.
4. Rêves de ténèbres, rêves de lumière par Warren B. Smith. William Sweetwater est un petit homme, avec un visage qui ressemble à un porc, qui tient une taverne dans une ville portuaire occupé par l'armée du dragon. William rêve d'aventure héroïque. L'aventure lui tombe dessus lorsqu'un ami, Tom le tailleur est capturé par l'armée. Il s'allie alors à un Minotaure qui tient une autre taverne dans la ville pour secourir Tom.
5. Bière et amour par Nick O'Donohoe. Avant la guerre contre l'armée du Dragon, l'auberge du dernier refuge était juste une auberge comme les autres dans un village reculé. Son propriétaire, Otik, et sa serveuse, Tika, brassait leur propre bière, dont Otik était très fière. Mais lorsqu'un Kender passa par là et renversa un peu de poussière magique lors de la confection du mélange, le patron de l'auberge devint plus agressif, et plus amoureux.
6. Les Enfants perdus par Richard A. Knaak. Cette histoire implique un groupe de soldat Draconiens qui tombe sur un mystérieux village habité par d'anciens elfes.
7. L'Épreuve des jumeaux par Margaret Weis. Ce conte à propos de Raistlin Majere se déroule lors du fameux Test à la tour de Haute Sorcellerie à Wayreth.
8. Récoltes par Nancy Varian Berberick. C'est une histoire des jeunes Tanis Demi-Elfe et Flint Forgefeu, qui lors de l'automne 329 AC, entrèrent dans une forêt, et se lièrent d'amitiés à une humaine du nom de Riana. Ses compagnons de voyage, Karel et Daryn, ont été faits prisonniers par un mage malfaisant nommé Gadar pour récolter leur essence de vie qui sert à prolonger une vie. Tanis et Flint risquent alors leur vie pour retrouver les compagnons de Riana.
9. La Découverte de la foi par Mary Kirchoff. Une autre histoire jamais raconté des Chroniques pendant le voyage au Mur de Glace pour récupérer l'Orbe de Dragon, et la LanceDragon. La princesse Elfe, Laurana, mène le groupe qui contient Sturm de Lumlane, son rival le chevalier Derek, le prêtre de Paladine Elistan et Tasslehoff Racle-Pieds dans une région glacial isolée. Là-bas, ils découvrent un faux prêtre disposé à les aider à traverser un glacier pour leur permettre d'entrer dans une caverne qui est la porte d'entrée au refuge d'un magicien qui possède les deux artefacts. A la fin, le groupe récupère les puissants artefacts magiques qui les aideront dans la guerre contre l'armée du dragon.
10. The Legacy par Margaret Weis et Tracy Hickman. C'est un conte à propos de Palin Majere, magicien et fils de Caramon, qui passe le Test dans la Haute Tour de Sorcellerie pendant que le conclave pense que l'oncle du mage, Raistlin, est toujours vivant et essaye de s'emparer du corps de Palin pour revenir dans ce monde. Cette histoire est présente dans le livre anglais, mais a été supprimé lors de la traduction du livre. Il est possible de la retrouver dans le roman Deuxième Génération.